# Rechtop in de wind
"Rechtop in de wind" ("Firme no vento") foi a canção da televisão pública dos Países Baixos no Festival Eurovisão da Canção 1987, interpretada em neerlandês por Marcha.
Foi a 12.ª canção a ser interpretada na noite do evento, a seguir da canção grega "Stop", interpretada pela banda Bang e antes da canção luxemburguesa "Amour Amour", interpretada por Plastic Bertand. A canção neerlandesa terminou em quinto lugar, recebendo um total de 83 pontos.
De referir que a cantora gravou uma versão inglesa "Lost in gale force 10" que passou quase despercebida na Europa.

## Autores
- Letrista: Peter Koelewijn
- Compositor: Peter Koelewijn
- Orquestrador: Rogier van Otterloo

## Letra
A canção é uma balada dramática, cantada na perspetiva de uma mulher cuja relação tinha terminado. Marcha descreve os sentimentos dela quando a relação termina e a cantar diz a ela para ser forte e manter-se "Firme no vento" mesmo que o vento se tornasse num furacão.